# Mistrzostwa Europy w Łucznictwie 1970
2. Mistrzostwa Europy w łucznictwie odbyły się w dniach 10 - 11 lipca 1970 w Hradec Králové w Czechosłowacji. 
Polska wywalczyła jeden medal - wicemistrzyniami kontynentu została drużyna kobiet w składzie Maria Mączyńska, Irena Szydłowska, Bogumiła Bielas.

## Medaliści

### Strzelanie z łuku klasycznego
| Konkurencja:           | Złoto:                                                   | Srebro:                                                        | Brąz:                             |
| indywidualnie kobiet   | Anna-Lisa Berglund                                       | Emma Gapczenko                                                 | Ewa Suits                         |
| indywidualnie mężczyzn | Wiktor Sidoruk                                           | Arne Jacobsen                                                  | Kyösti Laasonen                   |
| drużynowo kobiet       | ZSRR · Emma Gapczenko · Ewa Suits · Tatiana Obrazcowa    | Polska · Maria Mączyńska · Irena Szydłowska · Hanna Brzezińska | Węgry · Ágnes Hamvas · ??? · ???  |
| drużynowo mężczyzn     | Belgia · Armand de Preter · R. Dehondt · Robert Cogniaux | Finlandia · Kyösti Laasonen · Jorma Sandelin · Arvo Huttunen   | ZSRR · Wiktor Sidoruk · ??? · ??? |

## Klasyfikacja medalowa
| Lp. | Państwo   | Złoto | Srebro | Brąz | Razem |
| 1.  | ZSRR      | 2     | 1      | 2    | 5     |
| 2.  | Belgia    | 1     | 0      | 0    | 1     |
| 2.  | Szwecja   | 1     | 0      | 0    | 1     |
| 4.  | Finlandia | 0     | 1      | 1    | 2     |
| 5.  | Dania     | 0     | 1      | 0    | 1     |
| 5.  | Polska    | 0     | 1      | 0    | 1     |
| 7.  | Węgry     | 0     | 0      | 1    | 1     |